# 二十首情詩和一首绝望的歌
《二十首情诗和一首绝望的歌》（西班牙語：Veinte poemas de amor y una canción desesperada）是智利诗人巴勃罗·聂鲁达的一部情诗集。诗集首次出版于1924年，当时聂鲁达年仅19岁。这是聂鲁达继《晚霞（Crepusculario 1923）》后的第二部作品，该作品他赢得了巨大的声誉。
初次出版时，诗集因其中的情色描写而受到争议，特别是考虑到其作者时年仅19岁。但随着时间流逝，该诗集逐渐成为了聂鲁达最知名的作品，售出超过2,000万册。 诗集被翻译为多种语言，其中中文译本有黄灿然的《聂鲁达诗选》 和陈黎/张芬龄合译的《二十首情诗和一首绝望的歌》。
如今距离该诗集的出版已将近一百年，它仍是最畅销的西班牙语诗集。自2020年起，诗集在美国进入公有领域。